# Otto Ramm
Otto Heinrich Bernhard Ramm (* 20. Oktober 1875 in Rinteln; † 16. Januar 1957 ebenda) war ein deutscher Politiker (SPD) und Abgeordneter des Provinziallandtags der preußischen Provinz Hessen-Nassau.

## Leben
Otto Ramm war ein Sohn des Bahnwärters Otto Carl Ludwig Ramm und dessen Ehefrau Caroline Wilhelmine Ramm geb. Könnecke. Nach seiner Schulausbildung erlernte er den Beruf des Glasarbeiters (Flaschenmacher). 1926 wurde er Vollstreckungsbeamter der Krankenkasse Rinteln. Er betätigte sich politisch und trat der SPD bei. 1919 wurde er deren Abgeordneter im Kurhessischen Kommunallandtag des Regierungsbezirks Kassel, aus dessen Mitte er ein Mandat für den Provinziallandtag erhielt. Er hatte bis 1932 parlamentarische Mandate inne.